# Resovia (żużel)
Resovia – polski klub żużlowy z Rzeszowa.
W rozgrywkach ligowych brał udział w roku 1956. Resovia została drugą w Rzeszowie, obok Stali, drużyną w rozgrywkach.

## Historia
„Czarny sport” trafił do Rzeszowa w latach powojennych. Po wojnie działalność wznowiło Rzeszowskie Towarzystwo Kolarzy i Motocyklistów (RTKM), które już przed wojną organizowało tak zwane wyścigi uliczne. W 1947 roku, ze względu na brak odpowiedniej infrastruktury, pierwsze imprezy w regionie na torze żużlowym odbywały się jednak na stadionie w niedalekim Jarosławiu. Pierwszy tor żużlowy w Rzeszowie oddano w 1948 roku na stadionie Resovii, a stało się to w związku z organizacją jubileuszu 25-lecia Rzeszowskiego Towarzystwa Kolarzy i Motorzystów. Dzięki porozumieniu władz RTKM-u oraz KS Resovia budowę toru rozpoczęto wokół bieżni lekkoatletycznej stadionu. W 1949 roku zespół RTKM-u został włączony do II ligi. Po zakończeniu sezonu władza ludowa zadecydowała jednak o zlikwidowaniu RTKM-u, a jego żużlowcy wstąpili do Zrzeszenia Sportowego Gwardia. Sezon 1950, który z powodu reorganizacji rozgrywek okazał się też ostatnim w II lidze, rzeszowianie rozpoczęli już pod szyldem Gwardii Rzeszów.
Pod koniec lat 40. XX wieku powstała też sekcja motorowa w Resovii, jednak dopiero w 1952 roku zaczęła ona prężnie działać. Ostatnim sezonem jej działalności był rok 1955. Wydatki związane z udziałem w imprezach i konserwacją sprzętu były zbyt duże, aby zawodnicy i klub mogli sobie na nie pozwolić. W dodatku reaktywowano klub RTKM, który przejął motocyklistów Resovii. W 1956 roku pod szyldem Resovii do II ligi żużlowej zgłoszony został jednak zespół, który stanowił rezerwy Budowlanych Warszawa. Drużyna, która swoje mecze „domowe” rozgrywała na torach w Rzeszowie, Krośnie oraz Siedlcach, zajęła czwarte miejsce w grupie "północ". W zespole jeździli m.in. pochodzący z Siedlec: Tadeusz Zowczak, Zbigniew Witwicki i Wiktor Brzozowski. Przed sezonem 1957 zespół wycofał się z rozgrywek tuż przed ich rozpoczęciem.

## Sezony
| Sezon | Rozgrywki ligowe | Rozgrywki ligowe       | Rozgrywki ligowe |
| Sezon | Liga             | Liga                   | Miejsce          |
| ----- | ---------------- | ---------------------- | ---------------- |
| 1956  | II               | II liga (gr. „północ”) | 4/8              |

| Poziom ligowy | Liczba sezonów | Sezony |
| ------------- | -------------- | ------ |
| II            | 1              | 1956   |